# Micktner Windmühle

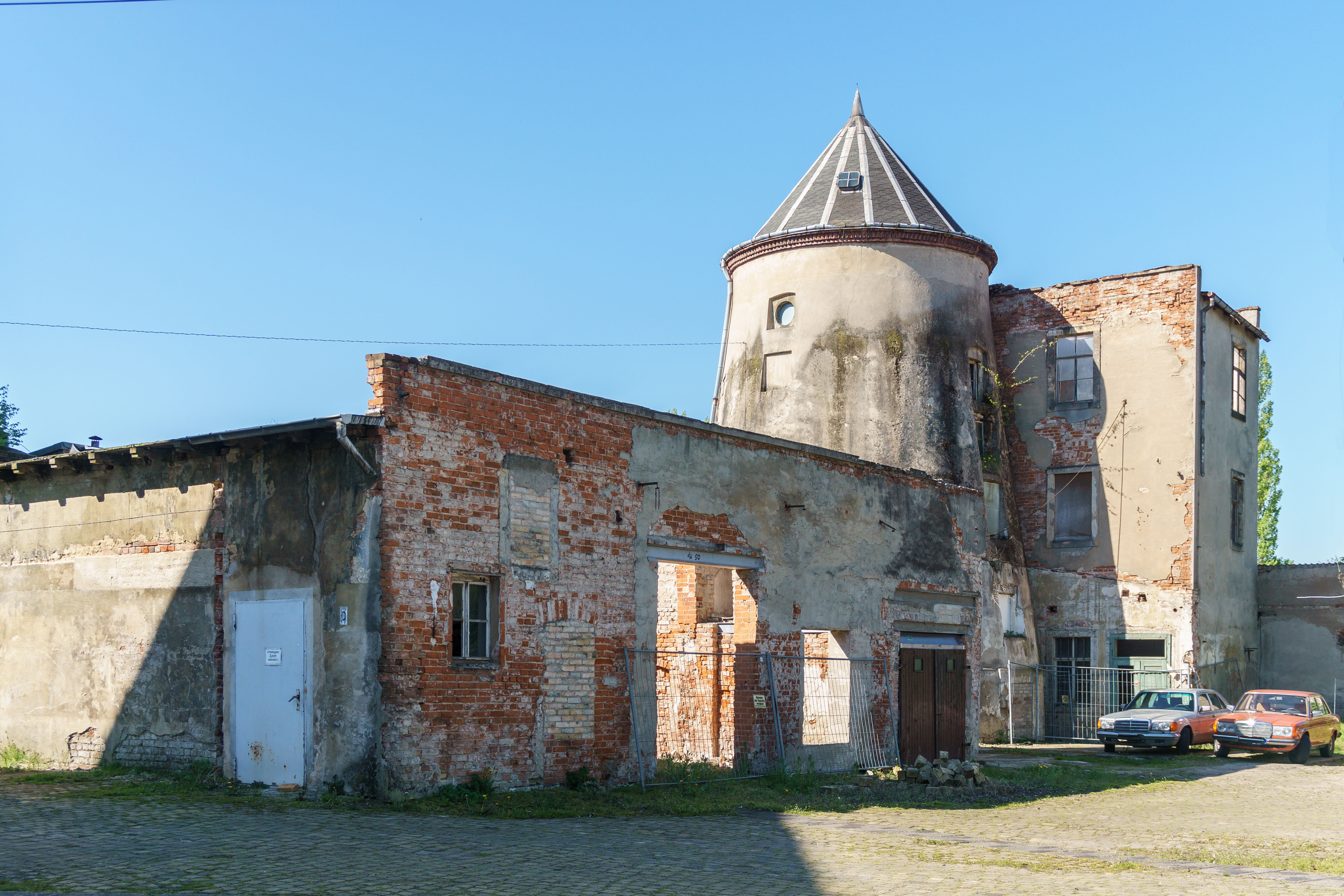
Micktner Windmühle, 2016

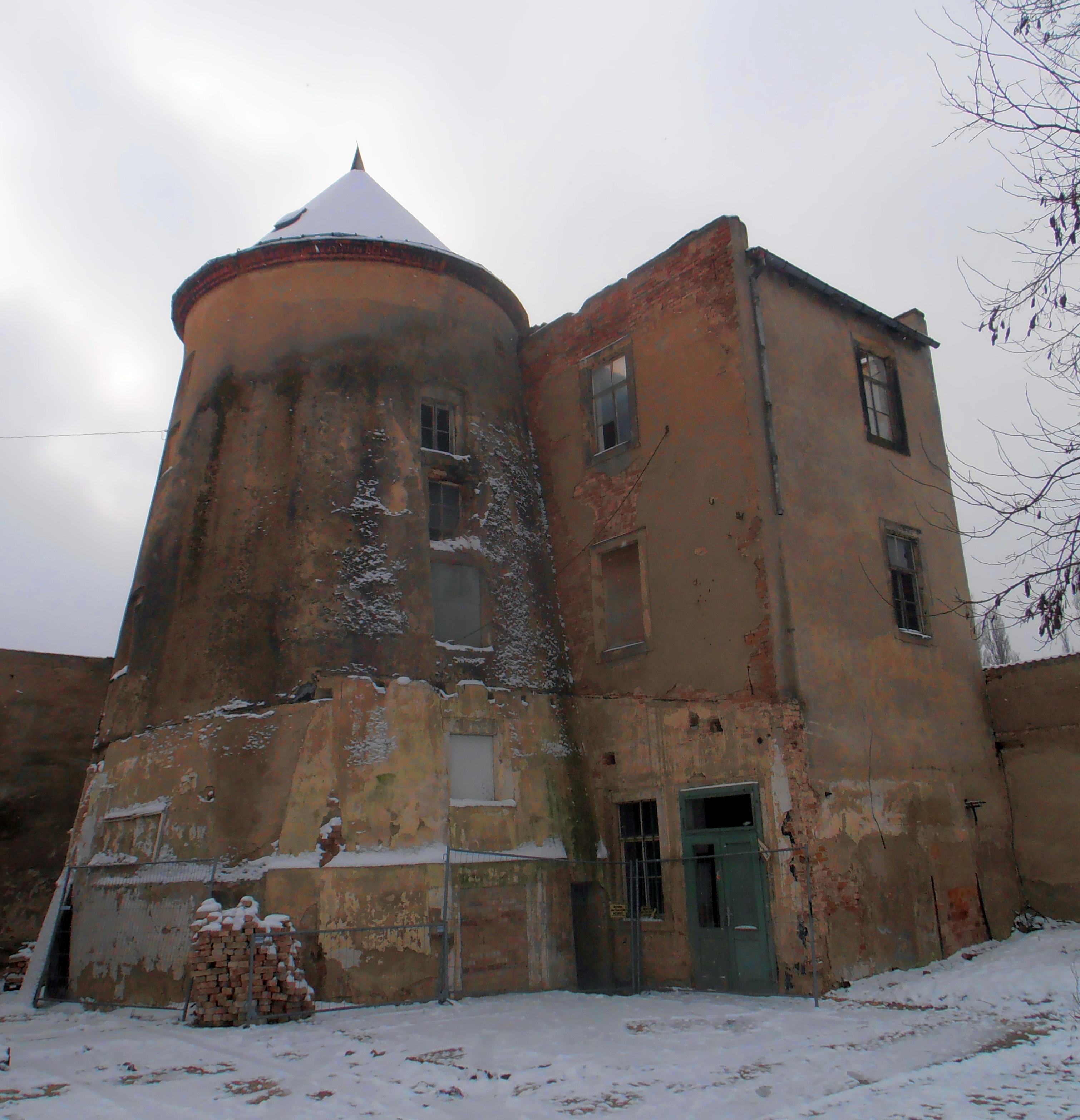
Micktner Windmühle mit Anbau, 2014

Die Micktner Windmühle ist eine ehemalige Holländerwindmühle vom Typ eines Turmholländers. Das Gebäude befindet sich im Dresdner Stadtteil Mickten und  steht unter Denkmalschutz.

## Standort
Die Micktner Windmühle steht im Nordwesten des Dresdner Stadtgebiets auf 110 m ü. NN im Elbtalkessel. Sie befindet sich 180 m nördlich des rechten Ufers der Elbe nahe dem Beginn der Kaditzer Flutrinne. Das Grundstück liegt an der Kötzschenbroder Straße 9 im Bereich zwischen den Einmündungen Böcklin- und Sternstraße.
Der für diesen Mühlentypus charakteristische Turm in Form eines gemauerten Kegelstumpfs, der von einem kegelförmigen Dach bekrönt wird, blieb erhalten, nicht jedoch das einst daran angebrachte Windrad. Die ursprüngliche Kubatur ist von Norden, Osten und Süden erkennbar; in westlicher Richtung ist dem Gebäude ein mehrstöckiger Anbau vorgelagert, der in seiner Höhe fast die Dachtraufe der Mühle erreicht.

## Geschichte
Das Dorf Mickten unterlag bis ins 19. Jahrhundert dem Mühlenzwang der Schiffmühle im knapp zwei Kilometer elbaufwärts gelegenen Neudorf. Erst nach der Abschaffung dieses alten Bannrechts war es möglich, in Mickten eine Mühle zu errichten. So entstand die Micktner Holändermühle, die erstmals in einem Stadtplan von 1868 verzeichnet war. Gebaut wurde er 500 Meter nordöstlich und außerhalb des Ortskerns an der Alten Meißner Straße, der heutigen Kötzschenbroder Straße.
Bis etwa 1880 blieb die Mühle das einzige Gebäude in diesem Teil Micktens; erst dann siedelten sich an der Kötzschenbroder Straße erste Fabriken an. Noch vor 1900 wich der Wind- einem Elektroantrieb. Dennoch war die Mühle nicht mehr lange konkurrenzfähig und der Mahlbetrieb wurde eingestellt. In dieser Zeit bezog C. A. Tippmann die Mühle baulich und funktionell in seine Brotfabrik ein. Seither ist sie teilweise von anderen Häusern umbaut. Laut dem Dresdner Adressbuch war bereits 1904 Wilhelm Rämisch der Besitzer des damals als „Saxonia-Mühle und Brotfabrik“ firmierenden Unternehmens.
Rämisch ließ dort verschiedene Brotsorten für den Verkauf an Dresdner Händler herstellen. Auch nach dem Zweiten Weltkrieg blieb der Betrieb zunächst in Familienbesitz. Nach Rämischs Tod stellte er in den 1950er Jahren die Produktion ein. Das Mühlengebäude war damit seiner ursprünglichen Funktion beraubt. Im Mai 1955 erwarb der Ingenieur Eberhard Päßler das Gelände und richtete dort den Hauptsitz seines Unternehmens ein, das vor allem Haushaltsgeräte herstellte.

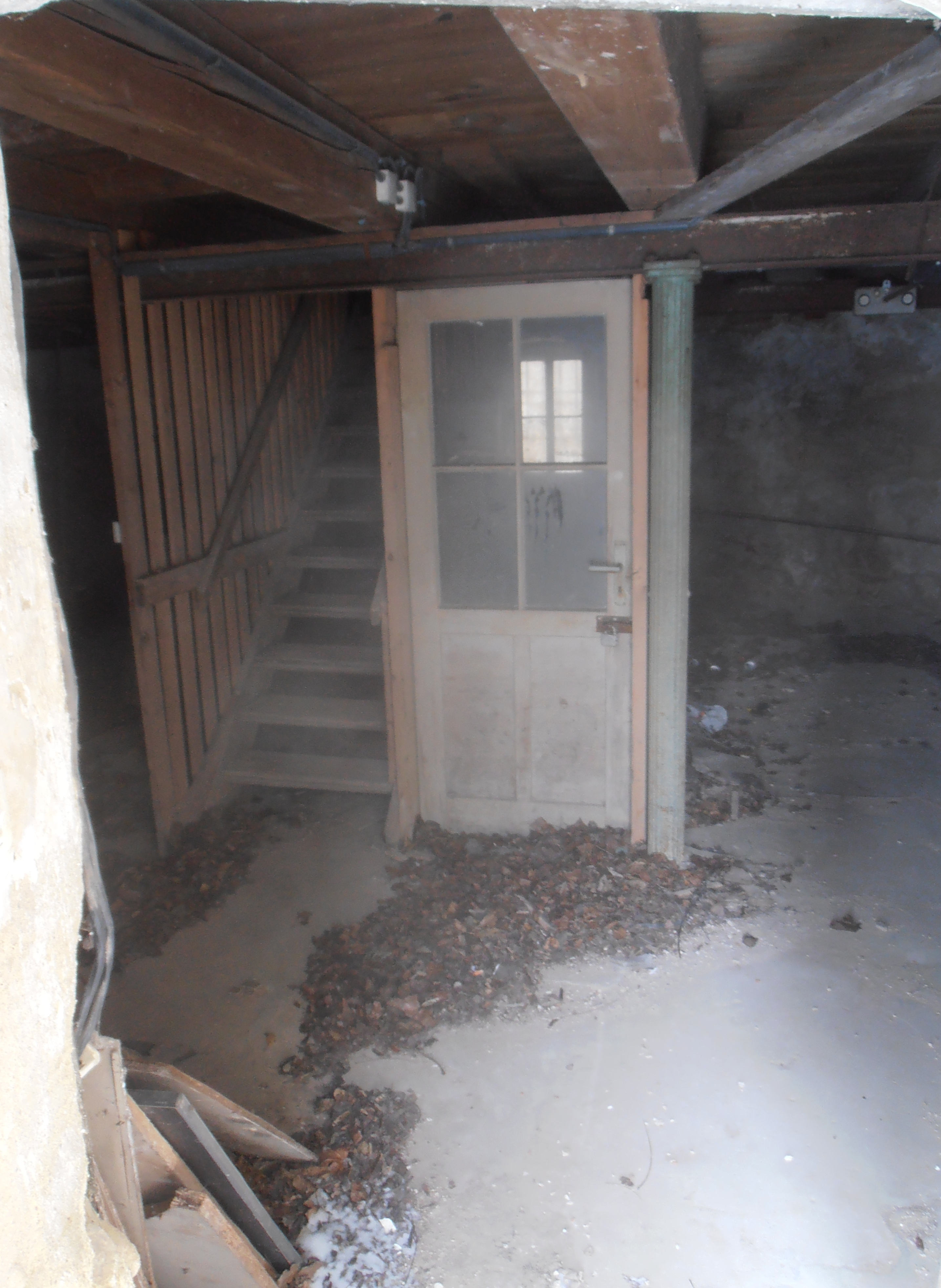
Erdgeschoss der Windmühle

Der Verfall der Gebäude schritt durch Leerstand nach der Wende voran. Heute (Stand: 2018) ist das Mühlengebäude ungenutzt und befindet sich in einem baulich schlechten Zustand. Es gehört zu den Kulturdenkmalen in Mickten. Das umliegende Fabrikgelände wird von kleinen Betrieben genutzt.